# Sciophila yangi
Sciophila yangi är en tvåvingeart som beskrevs av Wu 1995. Sciophila yangi ingår i släktet Sciophila och familjen svampmyggor.
Artens utbredningsområde är Yunnan (Kina). Inga underarter finns listade i Catalogue of Life.